# Speltiden (fotboll)
Speltiden är en regel inom fotboll som reglerar hur länge en match skall spelas och vilka tillägg i tid som bör göras. Grundregeln är att en match spelas i två halvlekar om 45 minuter vardera där klockan aldrig stoppas vid spelavbrott (ineffektiv tid), samt att domaren gör kortare tidstillägg i varje halvlek för spelavbrott, till exempel i samband med skador eller spelarbyten. I de befintliga 17 fotbollsreglerna har regeln för speltiden ordningstalet sju (7).

## Historik
De fotbollsregler som gäller idag härstammar från den första uppsättningen med 14 regler som det engelska fotbollsförbundet, Football Association, gav ut den 8 december 1863. Förbundet bestod av 13 Londonklubbar som ville skapa enhetliga regler för fotboll som spelades i många lokala varianter över hela landet. 

## Nuvarande regel
Den nuvarande regeln för speltiden lyder i sammandrag
- Matchen pågår i två lika halvlekar om 45 minuter, om inte annat överenskommits mellan domaren och de två lagen. Varje överenskommelse om att ändra halvlekarna (till exempel att förkorta varje halvlek till 40 minuter på grund av otillräckligt ljus) måste göras före matchens början och måste överensstämma med tävlingsbestämmelserna.
- Spelarna har rätt till halvtidspaus och den får inte överstiga 15 minuter. Tävlingsbestämmelserna ska ange halvtidspausens längd.
- Tillägg görs i varje halvlek för all tid som gått förlorad genom spelarbyten, spelarskada, fördröjande av spelet eller annan orsak. Domaren avgör hur lång tid som gått förlorad.

Tilläggstid, även kallad stopptidsminuter, aviseras av fjärdedomaren i slutet av varje halvlek.